# Manfred Wörner
Dr. jur. Manfred Wörner (født 24. september 1934 i Stuttgart, død 13. august 1994 i Bruxelles) var en tysk konservativ politiker (CDU) og diplomat. Han var forsvarsminister i Tyskland fra 1982 til 1988, og generalsekretær i NATO fra 1988 til sin død i 1994. Den kolde krigs afslutning fandt sted indenfor hans embedsperiode. Han fik kræftdiagnosen under sin tid som generalsekretær, men han valgte at blive på sin post til få dage før han døde af sygdommen.
Han voksede op i bedstefarens hus i Stuttgart-Bad Cannstatt og gik på Johannes-Kepler-gymnasiet der. Efter at han tog sin Abitur i 1953 studerede han jura i Heidelberg, Paris og München. Han tog sin første juridiske statseksamen i 1957 og sin anden i 1961, og blev samme år dr. jur. med et arbejde indenfor international ret. Han gjorde derefter karriere som embedsmand, og var desuden jagerpilot og reserveofficer i Luftwaffe. Han blev indvalgt i det tyske parlament i 1965, og var viceformand for den konservative fraktion og desuden formand for forsvarskomitéen. I 1982 blev han udnævnt til forsvarsminister i Helmut Kohls regering. Han gik af som forsvarsminister den 18. maj 1988 og blev generalsekretær i NATO den 1. juli samme år.
Siden 1996 har det tyske forsvarsministerium uddelt en Manfred Wörner-medalje til offentlige personer som har gjort en særlig indsats for fred og frihed i Europa. Modtagere af medaljen inkluderer Richard Holbrooke, Ewald von Kleist, Javier Solana og Catherine McArdle Kelleher.